# Каротеноид
Каротеноиди или тетратерпеноиди су, као и фикобилини, помоћни фотосинтетички пигменти који упијају светлост коју хлорофил не прима, мењају њену таласну дужину и усмеравају је након тога на хлорофил. Главне врсте су каротин и ксантофил.
Каротеноиди су су жути, наранџасти и црвени органски пигменти које производе биљке и алге, као и неколико врста бактерија и гљивица. Каротеноиди дају карактеристичну боју бундеви, шаргарепи, кукурузу, парадајзу, канаринцима, фламингосима, лососима, јастозима, шкампима и нарцисима. Каротеноиди се могу произвести из масти и других основних органских градивних метаболичких блокова у тим организама. Једини копнени зглавкари за које се зна да производе каротеноиде су лисне уши и паучне гриње, која су стекли ту способност и гене од гљивицама. Такође их производе ендосимбиотске бактерије у белокрилкама. Каротеноиди из исхране се чувају у масним ткивима животиња, а искључиво месождерне животиње добијају та једињења из животињске масти. У људској прехрани, апсорпција каротеноида је побољшана када се конзумирају са масноћом у оброку. Кување поврћа које садржи каротеноиде у уљу повећава биорасположивост каротеноида.
Постоји преко 1100 познатих каротеноида, који се даље могу сврстати у две класе, ксантофили (који садрже кисеоник) и каротени (који су чисти угљоводоници и не садрже кисеоник). Сви они су деривати тетратерпена, што значи да су произведени из 8 молекула изопрена и садрже 40 атома угљеника. Каротеноиди генерално апсорбују на таласним дужинама у распону од 400 до 550 нанометара (љубичаста до зелене светлости). Због тога су ова једињења дубоко обојена жуто, наранџасто или црвено. Каротеноиди су доминантан пигмент у јесењем обојању лишћа око 15-30% врста дрвећа, мада многе биљне боје, нарочито црвене и љубичасте, настају услед полифенола.
Каротеноиди играју две кључне улоге у биљкама и алгама: они апсорбују светлосну енергију за употребу у фотосинтези, и фотопротекцијом обезбеђују нефотохемијско гашење. Каротеноиди који садрже несупституисане бета-јонске прстенове (укључујући бета-каротен, алфа-каротен, бета-криптоксантин и гама-каротен) имају активност витамина А (што значи да се могу претворити у ретинол). У оку су лутеин, мезо-зеаксантин и зеаксантин присутни као макуларни пигменти чија важност у визуелној функцији, према подацима из 2016. године, остаје предмет клиничких истраживања.

## Биосинтеза
Основни градивни блокови каротеноида су изопентенил дифосфат (IPP) и диметилалил дифосфат. Ова два изомера изопрена користе се за стварање различитих једињења у зависности од биолошког пута који се користи за синтезу изомера. Познато је да биљке користе два различита пута за производњу IPP: пут цитосолне мевалонске киселине (MVA) и пластидни метилеритритол 4-фосфат. Код животиња производња холестерола започиње стварањем IPP-а и DMAPP-а коришћењем MVA. Биљке за производњу каротеноида користе MEP за генерисање IPP-а и DMAPP. MEP стаза резултира у 5:1 мешавини IPP:DMAPP. IPP и DMAPP пролазе кроз неколико реакција, што резултира главним каротеноидним прекурзором, геранилгеранил пирофосфатом (GGPP). GGPP се може претворити у каротене или ксантофиле пролазећи кроз више различитих корака унутар биосинтетског пута каротеноида.

## Каротеноиди који се природно јављају
- Угљоводоници
  - Ликоперсен	7,8,11,12,15,7',8',11',12',15'-декахидро-γ,γ-каротен
  - Фитофлуен
  - Ликопен
  - Хексахидроликопен	15-цис-7,8,11,12,7',8'-хексахидро-γ,γ-каротен
  - Торулен	3',4'-дидехидро-β,γ-каротен
  - α-Зекаротен	7',8'-дихидро-ε,γ-каротен
- Алкохоли
  - Алоксантин
  - Бактериоруберин	2,2'-бис(3-хидрокси-3-метилбутил)-3,4,3',4'-тетрадехидро-1,2,1',2'-тетрахидро-γ,γ-каротен-1,1'-диол
  - Цинтиаксантин
  - Пектеноксантин
  - Криптомонаксантин	(3R,3'R)-7,8,7',8'-тетрадехидро-β,β-каротен-3,3'-диол
  - Крустаксантин	β,-каротен-3,4,3',4'-тетрол
  - Газаниаксантин	(3R)-5'-цис-β,γ-каротен-3-ол
  - OH-хлоробактен	1',2'-дихидро-f,γ-каротен-1'-ол
  - Лороксантин	β,ε-каротен-3,19,3'-тирол
  - Лутеин	(3R,3′R,6′R)-β,ε-каротен-3,3′-диол
  - Ликоксантин	γ,γ-каротен-16-ол
  - Родопин	1,2-дихидро-γ,γ-каротен-l-ол
  - Родопинол a.k.a. вормингол  13-цис-1,2-дихидро-γ,γ-каротен-1,20-диол
  - Сапроксантин	3',4'-дидехидро-1',2'-дихидро-β,γ-каротен-3,1'-диол
  - Зеаксантин
- Гликозиди
  - Осцилаксантин	2,2'-бис(β-L-рамнопиранозилокси)-3,4,3',4'-тетрадехидро-1,2,1',2'-тетрахидро-γ,γ-каротен-1,1'-диол
  - Флеиксантофил	1'-(β-D-глукопиранозилокси)-3',4'-дидехидро-1',2'-дихидро-β,γ-каротен-2'-ол
- Етри
  - Родовибрин	1'-метокси-3',4'-дидехидро-1,2,1',2'-тетрахидро-γ,γ-каротен-1-ол
  - Сфероиден	1-метокси-3,4-дидехидро-1,2,7',8'-тетрахидро-γ,γ-каротен
- Епоксиди
  - Диадиноксантин	5,6-епокси-7',8'-дидехидро-5,6-дихидро—каротен-3,3-диол
  - Лутеоксантин	5,6: 5',8'-диепокси-5,6,5',8'-тетрахидро-β,β-каротен-3,3'-диол
  - Мутатоксантин
  - Цитроксантин
  - Ѕеаксантин фураноксид	5,8-епокси-5,8-дихидро-β,β-каротен-3,3'-диол
  - Неохром         5',8'-епокси-6,7-дидехидро-5,6,5',8'-тетрахидро-β,β-каротен-3,5,3'-триол
  - Фолиахром
  - Тролихром
  - Ваучериаксантин	5',6'-епокси-6,7-дидехидро-5,6,5',6'-тетрахидро-β,β-каротен-3,5,19,3'-тетрол
- Алдехиди
  - Родопинал
  - Вормингон	13-цис-1-хидрокси-1,2-дихидро-γ,γ-каротен-20-ал
  - Торуларходиналдехид	3',4'-дихидро-β,γ-каротен-16'-ал
- Киселине и кисели естри
  - Торуларходин	3',4'-дихидро-β,γ-каротен-16'-ска киселина
  - Торуларходин метил естар	метил 3',4'-дидехидро-β,γ-каротен-16'-оат
- Кетони
  - Астацен
  - Астаксантин
  - Кантаксантин[13] а.к.а. афаницин, хлорелаксантин	β,β-каротен-4,4'-дион
  - Капсантин	(3R,3'S,5'R)-3,3'-дихидрокси-β,κ-каротен-6'-он
  - Капсорубин	(3S,5R,3'S,5'R)-3,3'-дихидрокси-κ,κ-каротен-6,6'-дион
  - Криптокапсин	(3'R,5'R)-3'-хидрокси-β,κ-каротен-6'-он
  - 2,2'-Дикетоспирилоксантин	1,1'-диметокси-3,4,3',4'-тетрадехидро-1,2,1',2'-тетрахидро-γ,γ-каротен-2,2'-дион
  - Ехиненон	β,β-каротен-4-он
  - 3'-хидроксиехиненон
  - Флексиксантин	3,1'-дихидрокси-3',4'-дидехидро-1',2'-дихидро-β,γ-каротен-4-он
  - 3--Кантаксантин а.к.а. адонирубин а.к.а. фоеникоксантин	3-хидрокси-β,β-каротен-4,4'-дион
  - Хидроксисфериоденон	1'-хидрокси-1-метокси-3,4-дидехидро-1,2,1',2',7',8'-хексахидро-γ,γ-каротен-2-он
  - Окенон	1'-метокси-1',2'-дихидро-c,γ-каротен-4'-он
  - Пектенолон	3,3'-дихидрокси-7',8'-дидехидро-β,β-каротен-4-он
  - Фоениконон а.к.а. Дехидроадонирубин	3-Хидрокси-2,3-дидехидро-β,β-каротен-4,4'-дион
  - Фоеникоптерон	β,ε-каротен-4-он
  - Рубиксантон	3-хидрокси-β,γ-каротен-4'-он
  - Суфонаксантин	3,19,3'-трихидрокси-7,8-дихидро-β,ε-каротен-8-он
- Естри алкохола
  - Астацеин	3,3'-биспалмитоилокси-2,3,2',3'-тетрадехидро-β,β-каротен-4,4'-дион или 3,3'-дихидрокси-2,3,2',3'-тетрадехидро-β,β-каротен-4,4'-дион дипалмитат
  - Фукокснатин	3'-ацетокси-5,6-епокси-3,5'-дихидрокси-6',7'-дидехидро-5,6,7,8,5',6'-хексахидро-β,β-каротен-8-он
  - Исофукоксантин	3'-ацетокси-3,5,5'-трихидрокси-6',7'-дидехидро-5,8,5',6'-тетрахидро-β,β-каротен-8-он
  - Фисалиен
  - Заексантин (3R,3'R)-3,3'-биспалмитоилокси-β,β-каротен или (3R,3'R)-β,β-каротен-3,3'-диол
  - Сифонеин	3,3'-дихидрокси-19-лауроилокси-7,8-дихидро-β,ε-каротен-8-он или 3,19,3'-трихидрокси-7,8-дихидро-β,ε-каротен-8-он 19-лаурат
- Апокаротеноиди
  - β-Апо-2'-каротенал	3',4'-дидехидро-2'-апо-б-каротен-2'-ал
  - Апо-2-ликопенал
  - Апо-6'-ликопенал	6'-апо-y-каротен-6'-ал
  - Азафриналдехид	5,6-дихидрокси-5,6-дихидро-10'-апо-β-каротен-10'-ал
  - Биксин	6'-метил хидроген 9'-цис-6,6'-диапокаротен-6,6'-диоат
  - Цитранаксантин	5',6'-дихидро-5'-апо-β-каротен-6'-он или 5',6'-дихидро-5'-апо-18'-нор-β-каротен-6'-он или 6'-метил-6'-апо-β-каротен-6'-он
  - Кроцетин	8,8'-диапо-8,8'-каротендионска киселина
  - Кроцетинсемиалдехид	8'-оксо-8,8'-диапо-8-каротенска киселина
  - Кроцин	дигентиобиосил 8,8'-диапо-8,8'-каротендиоат
  - Хипкинсиаксантин	3-хидрокси-7,8-дидехидро-7',8'-дихидро-7'-апо-b-каротен-4,8'-дион или 3-хидрокси-8'-метил-7,8-дидехидро-8'-апо-б-каротен-4,8'-дион
  - Метил апо-6'-ликопеноат	метил 6'-апо-y-каротен-6'-оат
  - Перацентрон	3,5-дихидрокси-6,7-дидехидро-5,6,7',8'-тетрахидро-7'-апо-б-каротен-8'-он или 3,5-дихидрокси-8'-метил-6,7-дидехидро-5,6-дихидро-8'-апо-б-каротен-8'-он
  - Синтаксантин	7',8'-дихидро-7'-апо-б-каротен-8'-он или 8'-метил-8'-апо-б-каротен-8'-он
- Нор- и секо-каротеноиди
  - Актиниоеритрин	3,3'-бисацилокси-2,2'-динор-б,б-каротен-4,4'-дион
  - β-Каротенон	5,6:5',6'-дисеко-б,б-каротен-5,6,5',6'-тетрон
  - Перидинин	3'-Ацетокси-5,6-епокси-3,5'-дихидрокси-6',7'-дидехидро-5,6,5',6'-тетрахидро-12',13',20'-тринор-б,б-каротен-19,11-олид
  - Пирхоксантининол	5,6-епокси-3,3'-дихидрокси-7',8'-дидехидро-5,6-дихидро-12',13',20'-тринор-b,b-каротен-19,11-олид
  - Семи-α-каротенон	5,6-секо-b,e-каротен-5,6-дион
  - Семи-β-каротенон	5,6-секо-b,b-каротен-5,6-дион или 5',6'-секо-б,б-каротен-5',6'-дион
  - Трифасиаксантин 3-хидроксисеми-b-каротенон	3'-хидрокси-5,6-секо-б,б-каротен-5,6-дион или 3-хидрокси-5',6'-секо-b,b-каротен-5',6'-дион
- Ретро-каротеноиди и ретро-апо-каротеноиди
  - Ешхолцксантин	4',5'-дидехидро-4,5'-ретро-б,б-каротен-3,3'-диол
  - Ешхолцксантон	3'-хидрокси-4',5'-дидехидро-4,5'-ретро-b,b-каротен-3-он
  - Родоксантин	4',5'-дидехидро-4,5'-ретро-b,b-каротен-3,3'-дион
  - Тангераксантин	3-хидрокси-5'-метил-4,5'-ретро-5'-апо-b-каротен-5'-он или 3-хидрокси-4,5'-ретро-5'-апо-б-каротен-5'-он
- Виши каротеноиди
  - Нонапреноксантин	2-(4-хидрокси-3-метил-2-бутенил)-7',8',11',12'-тетрахидро-е,y-каротен
  - Декапреноксантин	2,2'-бис(4-хидрокси-3-метил-2-бутенил)-е,е-каротен
  - Ц.п. 450	2-[4-хидрокси-3-(хидроксиметил)-2-бутенил]-2'-(3-метил-2-бутенил)-б,б-каротен
  - Ц.п. 473	2'-(4-хидрокси-3-метил-2-бутенил)-2-(3-метил-2-бутенил)-3',4'-дидехидро-l',2'-дихидро-β,γ-каротен-1'-ол
  - Бактериорубен	2,2'-бис(3-хидрокси-3-метилбутил)-3,4,3',4'-тетрадехидро-1,2,1',2'-тетрахидро-γ,γ-каротен-1,1'-диол